# 牟岐町役場
牟岐町役場（むぎちょうやくば）は、日本の地方公共団体である牟岐町の執行機関としての事務を行う施設（役所）である。

## 概要
- 牟岐町の役所として、1973年11月10日に新庁舎が完成した[1][2]。

## 沿革
- 1932年（昭和7年） - 庁舎建築移転[2][3]。
- 1972年（昭和47年） - 旧庁舎取り壊し、旧徳島県立日和佐高等学校牟岐分校へ仮庁舎移転[2]。
- 1973年（昭和48年）11月10日 - 現庁舎が完成する[2][3]。
- 1989年（昭和64年） - 土曜閉庁（第2・第4土曜日）開始。
- 2014年（平成26年）3月 - 本庁舎を津波避難ビルに指定[4]。
- 2016年（平成28年）5月12日 - 本庁舎を津波避難ビルの指定を解除[4][5]。

## 庁舎概要

### 本庁舎
本庁舎
| 階 | 概 要 |
| -- | --- |
| 4F | |
| 3F | 町議会議場、議員控室・会議室、会議室、会議室、議会事務局、南阿波よくばり体験推進協議会、男子トイレ、女子トイレ               |
| 2F | 町長室、副町長室、総務課、選挙管理委員会（総務課内）、大集会室、和室、男子トイレ、女子トイレ                                 |
| 1F | 住民福祉課、健康生活課、税務会計課、建設課、産業課、農業委員会（産業課内）、応接室1、応接室2、宿直室、男子トイレ、女子トイレ |

## 耐震性の問題
- 2014年3月、牟岐町が本庁舎を津波避難ビルに指定した。
- 2015年11月、牟岐町役場本庁舎の耐震診断をしていないことが、総務省徳島行政評価事務所の調査で判った。同事務所から改善措置を取るように通知された。
- 役場本庁舎は、1981年建築基準法改正以前の1973年に完成した鉄筋コンクリート3階建て（一部4階建て）。耐震診断の実施が必要とされているが、小学校や保育所の高台移転を優先していることから後回しになっていた。
- 2015年12月、牟岐町は、防災関係者との意見交換会を開催した。
- その後、牟岐町は、「改めて意見を集めて対応を決める。」としていたが、再び意見交換会は開かれず、具体的な動きは無かった。
- 2016年4月20日、牟岐町は、本庁舎を津波避難ビルの指定を解除する方針を固めた。
- 牟岐町長は、「職員の人員不足で再び意見交換会を開く時間が無かった。」と釈明した。
- 2016年5月11日、牟岐町は、本庁舎を津波避難ビルの指定を解除する方針を決めた。牟岐町は、住民説明会を開いた[9]。
- 2016年5月12日、牟岐町は、本庁舎を津波避難ビルの指定を解除した。